# Distretto di Gösgen

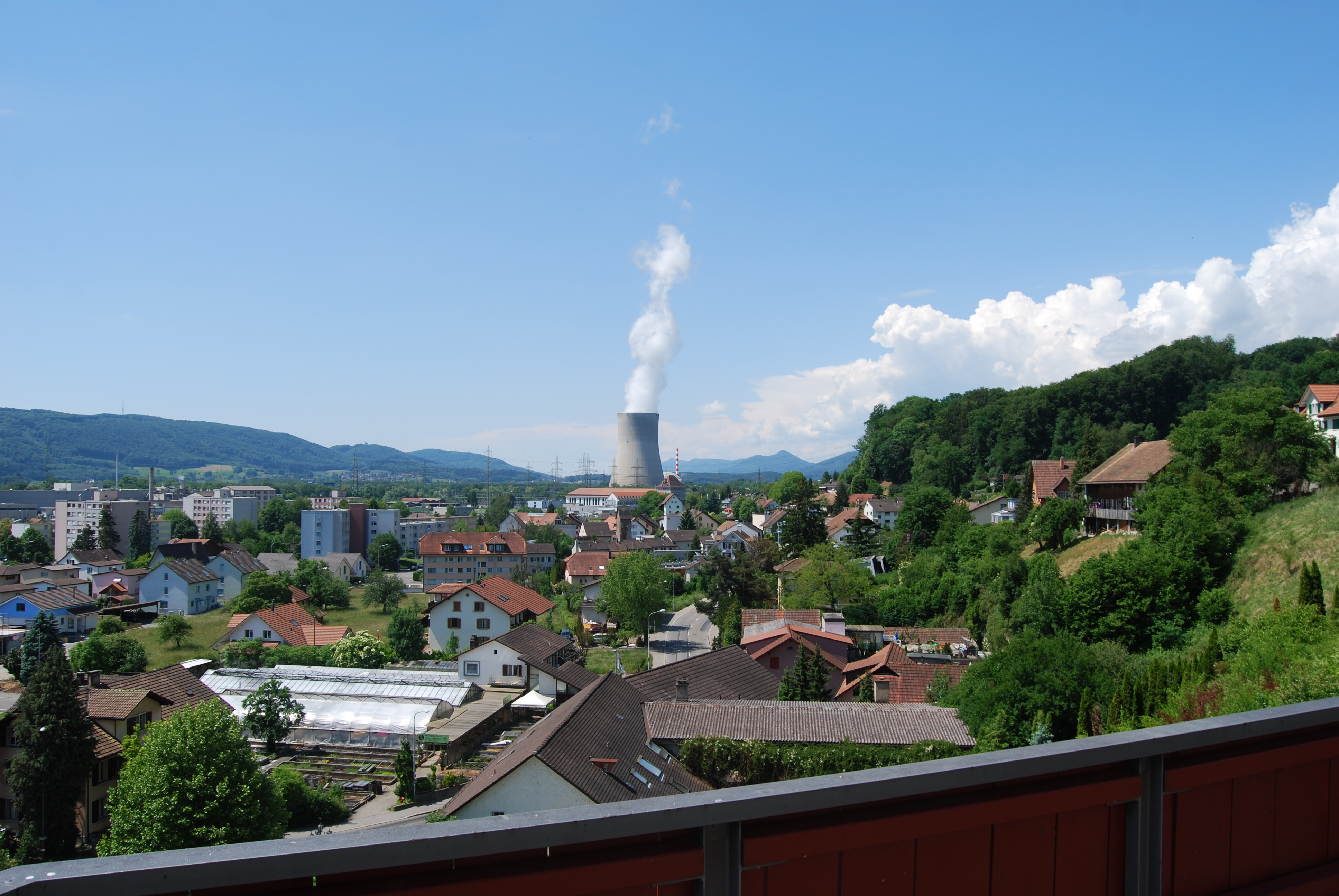
Niedergösgen e la centrale nucleare di Gösgen

Il distretto di Gösgen è un distretto del Canton Soletta, in Svizzera. Confina con il distretto di Olten a sud, con il Canton Basilea Campagna (distretti di Waldenburg e di Sissach) a nord-ovest e con il Canton Argovia (distretti di Laufenburg e di Aarau) a est. Il capoluogo è Niedergösgen.

## Comuni
Amministrativamente è diviso in 10 comuni:
- Erlinsbach
- Hauenstein-Ifenthal
- Kienberg
- Lostorf
- Niedergösgen
- Obergösgen
- Rohr
- Stüsslingen
- Trimbach
- Winznau
- Wisen

### Fusioni
- 2006: Niedererlinsbach, Obererlinsbach  → Erlinsbach
- 2021: Rohr, Stüsslingen  → Stüsslingen